# Casa do Povo (Uagadugu)
A Casa do Povo (em francêsː Maison Du Peuple) é um edifício público construído em 1965, projetado pelo arquiteto francês René Faublée em estilo modernista brutalista. Está localizado na cidade de Uagadugu, capital de Burquina Fasso. O edifício abriga atividades socioculturais, esportivas e políticas e é administrado pela Câmara Municipal de Uagadugu.

## História
No ano de 1960, quando Burquina Fasso declarou independência da França, a construção do edifício foi encomendado ao arquiteto francês René Faublée, para servir de centro cívico e sede do primeiro partido político do país. Foi inaugurado no dia 8 de outubro de 1965, com o nome "Casa do Partido".
Em 3 de janeiro de 1966, os militares tomaram o poder e transferiram o edifício para o Estado, depois de investigar que o partido não contribuiu com a construção. Em 1968, o edifício foi rebatizado como "Casa do Povo" e passou a ser uma instituição pública com gestão autônoma.
No ano de 2008, o edifício passa a ser administrado pelo município de Uagadugu.
No ano de 2022, a Casa do Povo entrou para a lista de Observação de Monumentos Mundiais, através da World Monuments Fund (WMF), pois foi considerado um dos edifícios da história arquitetônica africana mais ameaçados do ano.

## Arquitetura
Faublée projetou a edificação em estilo modernista brutalista, exclusivamente burquinense, se inspirando na arquitetura vernacular local. A fachada, feita de concreto, possui textura e cor das casas de barro vernaculares de Burquina Fasso. Foi instalado, no telhado, dutos de ventilação em forma de lanternas extravagantes, inspirado na arquitetura tradicional Mossi. Na entrada foi instalado duas esculturas de elefantes.

O edifício possui um teatro com 3.000 assentos, um salão de honra, dois pavilhões, uma cabine técnica para transmissão de rádio, restaurantes, bares e um pátio de 42.000 m².